# Faro de Punta Nariga
El faro de la Punta Nariga es un faro situado en la punta Nariga, próximo a Malpica de Bergantiños, en la provincia de La Coruña, Galicia, España. Está gestionado por la autoridad portuaria de La Coruña.

## Historia
Entró en funcionamiento en 1998, construido por el arquitecto César Portela.